# Phänomenologie (Methodik)
Phänomenologie bedeutet wörtlich übersetzt Erscheinungslehre von griechisch phainomenon „Sichtbares, Erscheinung“; logos „Rede, Lehre“. Eine Phänomenologie eines Gegenstandsbereiches ist Teil der Methodik der entsprechenden Wissenschaften. Ist eine Wissenschaft gänzlich der Beschreibung und Einteilung der Phänomene oder Erscheinungen gewidmet (deskriptive Wissenschaft), so verfährt sie allein nach phänomenologischer Methodik.
Phänomenologische Fachdisziplinen werden im Deutschen mit Zusätzen wie -kunde, deskriptiv oder beschreibend oder traditionell mit -graphie (griechisch γράφειν gráphein, deutsch ‚schreiben‘) versehen: So ist etwa die Geographie – im ursprünglichen Sinn – die rein beschreibende Disziplin der Geowissenschaften, oder die Geschichtsschreibung die Dokumentation der Geschichte an sich im Kontext der Geschichtswissenschaft.

## In der Methodologie

### Erläuterung
Insofern Wissenschaft als „Lehre der Erscheinungen“ und ihrer Zusammenhänge verstanden wird, lässt sich Phänomenologie als deskriptive Methodik gegen experimentelle und theoretische Vorgehensweisen abgrenzen. Da deskriptive Verfahren einen Grundstock an Beobachtungen liefern, wird dieser Aspekt von den beiden Anderen vorausgesetzt. Eine phänomenologische Herangehensweise bildet die Grundvoraussetzung für die Übereinstimmung von Theorie und Beobachtbarem (Empirie), die als Paradigma dem Wahrheitsbegriff moderner Wissenschaft zugrunde liegt. Dem stehen andere methodologischen Ansätze gegenüber, die – wie etwa in der Wissenssoziologie – festhalten, dass selbst Beobachtungen in ihrer Möglichkeit bereits konzeptuellen Voraussetzungen unterliegen (das „Apriori“). Zur Abgrenzung der Aspekte siehe auch Nomothetische versus idiographische Forschung.

### Empirische Wissenschaften
Der „erste Blick“ auf das empirische Datenmaterial zu einem Forschungsvorhaben, die erste Phase einer systematischen wissenschaftlichen Arbeit (Stoffsammlung) wird häufig auch als Phänomenologie bezeichnet. „Phänomenologisch“ kennzeichnet hier meist den Sachverhalt, die Sache selber zu beschreiben. So wird ein Versuchsablauf möglichst ohne Zuhilfenahme von Theorien beschrieben, Tierverhalten nur beschrieben, nicht im Sinne menschlichen Verständnisses gedeutet, nur gesehen was passiert.
Teil der phänomenologischen Arbeit ist auch die Beschreibung eines Experiments und die Versuchsprotokollierung, also die Beschreibung der Messergebnisse und der Bedingungen, unter denen sie zustande gekommen sind.
Mit diesem Bestand geht man dann in die theoretische Wissenschaft, in der man versucht, Wirkmechanismen und Ursache-Wirkungs-Zusammenhänge zu ergründen, oder, wo diese noch unzugänglich oder zu komplex sind, statistische Zusammenhänge herzustellen. Damit kann man zu einer Modellierung übergehen, und in vielen Wissenszweigen – Natur- wie auch Geistes- und auch Strukturwissenschaften – ergeben sich dann in der Prognose (Vorhersage) wieder phänomenologisch orientierte Anwendungsgebiete.

### Therapeutische Theorien
Im systemischen Ansatz sowie den humanistisch-therapeutischen Theorien, Gestalttherapie, Gesprächstherapie oder auch Logotherapie und Existenzanalyse, steht die Phänomenologie häufig als erkenntnistheoretisches Werkzeug im Vordergrund. Auch in der modernen Psychoanalyse gibt es eine dezidierte Hinwendung zu einem phänomenologischen Vorgehen. Insbesondere ist dies in der Relationalen und Intersubjektiven Psychoanalyse zu beobachten. Neben den Philosophen Edmund Husserl und Martin Buber werden auch Phänomenologen wie z. B. Emmanuel Levinas genannt. Gemeinsam ist allen Theorien die Vorsicht bezüglich schneller Interpretation, Theorien nicht verabsolutieren zu wollen, sondern immer dem konkreten Erfahrungsbereich des Alltags verbunden zu bleiben, sowie die Autonomie der Erfahrung des anderen zu achten.

### Einteilungen
Die wissenschaftliche Phänomenologie umfasst die Gebiete:
- Morphologie, die Lehre von der Gestalt oder Erscheinung der Untersuchungsobjekte
- Chorologie, die Lehre vom Raum, der räumlichen Zuordnung und des räumlichen Bezugs
- Chronologie, die Lehre von der Zeit, der zeitlichen Zuordnung und der Prozesse
- Taxonomie, die systematische Ordnung der Sachverhalte

## In Einzelwissenschaften

### Einige phänomenologische Teildisziplinen
- Astronomische Phänomenologie, die Beschäftigung mit den Himmelserscheinungen, ungeachtet ihrer im Vergleich zu anderen Naturwissenschaften enorm unterschiedlichen Ursprünge
- Synoptische Meteorologie, Darstellung des Wetters inklusive Vorhersage
- Phänologie, Klimatologie der Wetterwirksamkeit anhand der Entwicklungserscheinungen in der Natur
- Phänomenologische Soziologie, beobachtende Handlungstheorie
- Religionsphänomenologie, ein rein deskriptiver Ansatz der Religionswissenschaften

### Beispiel aus der Theorie der Supraleitung
Als phänomenologische Theorien (im Gegensatz etwa zu mikroskopischen oder atomistischen Theorien) werden in der Physik solche Theorien bezeichnet, welche die Erscheinungen mitsamt ihren Konsequenzen nur fehlerfrei beschreiben, ohne ihre Ursachen zu erklären. Ein gutes Beispiel gibt die Ginsburg-Landau-Theorie der Supraleitung. Diese Theorie wurde 1950 bereits fehlerfrei aufgestellt. Allerdings blieb die mikroskopische Ursache der Supraleitung offen: Den Trägern der Supraleitung wurde zunächst die unbestimmte elektrische Ladung q zugewiesen, deren Wert nicht angegeben werden konnte. Erst die mikroskopische BCS-Theorie erklärte 1957, dass es sich hier nicht um neue Teilchen, sondern um schwach gebundene Paare gewöhnlicher Elektronen, sogenannte Cooper-Paare, handelt und dass folglich q=−2e ist, wobei e die Elementarladung bezeichnet.
Den Ruhm des theoretischen Verständnisses der Supraleitung hat nicht die phänomenologische Ginsburg-Landau-Theorie, sondern die mikroskopische BCS-Theorie geerntet, da erstere aus der letzteren hergeleitet werden kann.